# اشتاینربرگ ام روفان
اشتاینربرگ ام روفان (به آلمانی: Steinberg am Rofan) یک شهر در اتریش است که در شواس واقع شده‌است. اشتاینربرگ ام روفان ۶۸٫۶ کیلومتر مربع مساحت دارد ۱٬۰۱۰ متر بالاتر از سطح دریا واقع شده‌است.